# Araneus ishisawai
Araneus ishisawai är en spindelart som beskrevs av Kishida 1920. Araneus ishisawai ingår i släktet Araneus och familjen hjulspindlar. Inga underarter finns listade i Catalogue of Life.